# Selbstverwirklichung
Selbstverwirklichung bedeutet in der Alltagssprache die möglichst weitgehende Realisierung der eigenen Ziele, Sehnsüchte und Wünsche mit dem übergeordneten Ziel, „das eigene Wesen völlig zur Entfaltung zu bringen“ (Oscar Wilde), sowie – damit verbunden – die möglichst umfassende Ausschöpfung der individuell gegebenen Möglichkeiten und Begabungen (Talente).

## Begriffsgeschichte
Der Neurologe Kurt Goldstein verwendete als Erster den Begriff der „Selbstverwirklichung“. Bereits 1934 befasste er sich in seinem Hauptwerk Der Aufbau des Organismus ausführlich mit dem Konzept. Er stellt fest, dass der Organismus bestrebt sei, eine bestimmte Form der Auseinandersetzung mit der Umwelt aufrechtzuerhalten, in der er sich seinem Wesen gemäß am adäquatesten verwirklichen kann. Diese Tendenz zur Verwirklichung seines Wesens nennt er später Selbstverwirklichung. Unter „Wesen“ versteht Goldstein die dem Organismus zugehörigen Eigentümlichkeiten seiner Individualität und die „Aufrechterhaltung der relativen Konstanz des Organismus“.
Der Philosoph Max Stirner, ein Vertreter des Egoismus und des Individualismus, trat für die Selbstverwirklichung des Individuums ein, verwendete den Begriff allerdings nicht wörtlich.
In der Psychologie hat Abraham Maslow den Begriff prominent gemacht. Innerhalb seiner Hierarchie der Bedürfnisse (Maslowsche Bedürfnishierarchie) steht die Selbstverwirklichung an der Spitze der Pyramide nach den körperlichen, den Sicherheits-, den sozialen und den Individualbedürfnissen. Somit stellt Selbstverwirklichung bei Maslow das höchste Bedürfnis dar. Carl Rogers, Vertreter des humanistischen Ansatzes in der Psychologie, sieht Selbstverwirklichung als grundlegendes Motiv menschlichen Handelns. Er gebraucht den Begriff Aktualisierungstendenz für sein spezifisches Konzept.
Nach Karl Marx trägt die menschliche Arbeit wesentlich zur Selbstverwirklichung des Menschen bei. Er unterscheidet bei Selbstverwirklichung zwischen jener als Gattung in der Natur und jener als Individuum in der Gesellschaft.
In Philosophie, Religion und Wissenschaft gibt es viele weitere Auffassungen, was Selbstverwirklichung, meist ohne den Ausdruck explizit zu verwenden, ausmache. Sie ergeben sich aus dem Menschenbild, das zugrunde gelegt oder entwickelt wird, und der daraus entwickelten Theorie oder Lehre vom Selbst oder dem Selbstkonzept. Oft wird Individualismus als Voraussetzung für Selbstverwirklichung angesehen, wobei aber die Selbstverwirklichung letztlich nur gemeinsam mit anderen Menschen gelinge, insofern der Mensch ein soziales Wesen sei und eine soziale Identität habe, die der Bestätigung und Anerkennung durch die Mitmenschen bedürfe. Max Stirner steht für eine Auffassung von Selbstverwirklichung, die solcher Anerkennung nicht bedarf, ebenso etwa der Existenzialismus Sartres. Die Zuwendung zu den Mitmenschen gründet nach solcher Ansicht dann nicht in einem Bedürfnis des Menschen als sozialem Wesen, sondern geschieht aus Freiheit (Verantwortung, Liebe, Gestaltung des „guten“ Lebens usw.). Religiöse Lehren erachten die Verbindung mit einem Göttlichen oder Absoluten als notwendig für Selbstverwirklichung.
Maßgeblich von den Ideen Maslows beeinflusst, hat sich von den USA ausgehend, das Human Potential Movement entwickelt, bei dem die Entfaltung der menschlichen Persönlichkeit und Potentiale und die Sinnerfüllung des Lebens im Mittelpunkt stehen. Oftmals wird der Generation von 1968 ihr Streben nach Selbstverwirklichung vorgeworfen. Außerdem gibt es aktuelle Strömungen innerhalb der kommunistischen Bewegung, die in der Selbstverwirklichung eines jeden das Ziel einer zukünftigen Gesellschaft sehen.
Nach Johan Galtung wird Gewalt über Selbstverwirklichung definiert: Gewalt liege dann vor, wenn die aktuelle Selbstverwirklichung geringer sei, als sie aufgrund der gesellschaftlichen Ressourcen sein könnte.

## Bezug zur Arbeitswelt
Nach Ansicht des deutschen Zukunftsforschers Horst Opaschowski ist Selbstverwirklichung ein „Privileg für Minderheiten“. Durch ihre Arbeit konnten sich 1999 rund 40 % der Selbstständigen in Deutschland im Beruf selbst verwirklichen, während es bei den Arbeitern nur 20 % waren. Er sieht Selbstverwirklichung als subjektiven Begriff. Häufig werde Selbstverwirklichung in den privaten Bereich verlagert.

## Kritik
Der Begriff hat für seine progressiven Kritiker einen negativen Beiklang von Egoismus und mangelndem Familiensinn. Andererseits wird in der Maslowschen Bedürfnispyramide Selbstverwirklichung gerade mit Altruismus in Verbindung gebracht. Auch der Humanismus, der als erste Philosophie der Selbstverwirklichung des Menschen betrachtet werden kann, legt eher diese Verbindung nahe.
Positiv:
- Selbstverwirklichung als Ziel gibt dem Leben eine Aufgabe, eine Richtung.
- Die menschliche Natur ist (nach Aristoteles) auf Selbstverwirklichung angelegt.[11]

Negativ:
- Der Begriff der Selbstverwirklichung ist sehr unbestimmt.
- Er dient vielfach praktisch dazu, Egoismus, Narzißmus und Individualismus zu rechtfertigen.
- Religiös betrachtet suggeriert er „einen theologisch abzulehnenden Primat des eigenen Tuns und eine Art Selbsterlösung.“[12]

## Zitat
- „Deutschland – ein Land von Singles, von Konsumenten und ein Altenheim. Man kann auch die ersten beiden Stichworte zusammenfassen: ein Land von Selbstverwirklichern.“[13]